# 陈旭 (歌手)
陈旭（1982年9月21日—），歌手、词曲作者、游戏解说。曾经是韩国唱片公司新徐罗伐音像株式会社旗下组合T.N.T的成员，但因为组合遭封杀以及车祸等原因暂时离开了歌坛。养病期间他的游戏之作却意外地让他在网络上重新火了起来。